# La Louvière-Lauragais
La Louvière-Lauragais (okzitanisch La Lobièra Lauragués) ist eine französische Gemeinde mit 80 Einwohnern (Stand: 1. Januar 2022) im Département Aude in der Region Okzitanien (vor 2016 Languedoc-Roussillon). Sie gehört zum Arrondissement Carcassonne und zum Kanton La Piège au Razès. Die Einwohner werden Loubériens genannt.

## Lage
La Louvière-Lauragais liegt etwa 42 Kilometer westnordwestlich von Carcassonne. Umgeben wird La Louvière-Lauragais von den Nachbargemeinden Salles-sur-l’Hers im Norden und Nordosten, Sainte-Camelle im Osten, Mézerville im Südosten, Molandier im Süden und Südwesten sowie Fajac-la-Relenque im Nordwesten.

## Bevölkerungsentwicklung

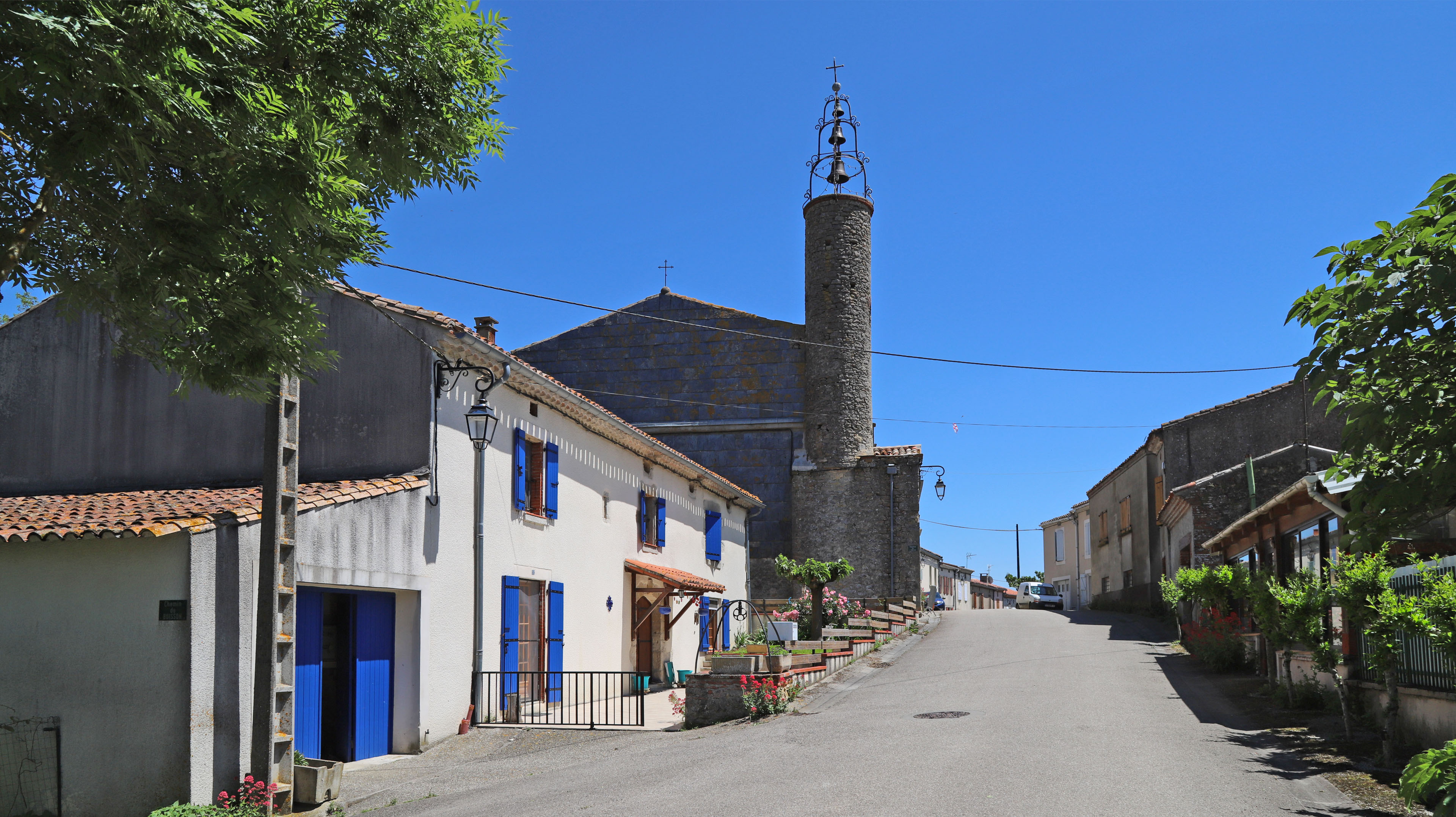
Kirche Saint-Martin

| Jahr                       | 1962 | 1968 | 1975 | 1982 | 1990 | 1999 | 2006 | 2019 |
| Einwohner                  | 156  | 136  | 95   | 93   | 83   | 79   | 93   | 80   |
| Quellen: Cassini und INSEE |      |      |      |      |      |      |      |      |